# Die Sieben Raben
Die Sieben Raben waren eine deutsche Musikgruppe. Die Formation stand im Jahr 1956 mit dem Titel Smoky zwei Monate lang auf dem ersten Platz in der deutschen Hitparade.
Geschrieben wurde der Titel von Kurt Feltz. Auf der B-Seite der Schellackplatte von Polydor befand sich der Titel Oklahoma-Tom. Dieser erreichte Platz 2. Die Sieben Raben waren vier Mitglieder des Comedian-Quartetts: Herbert Imlau, Fred Ritter, Werner Schliebietz und Karl-Heinz Nowak. Die weiblichen Stimmen stammten von den Sängerinnen des Sunshine-Quartetts oder von Ille Wappler, Mitglied der Moonlights.

## Diskografie (Auswahl)
Singles

| Jahr | Titel Album  | Höchstplatzierung, Gesamtwochen, AuszeichnungChartsChartplatzierungen (Jahr, Titel, Album, Platzierungen, Wochen, Auszeichnungen, Anmerkungen) | Anmerkungen           |
| Jahr | Titel Album  | DE | Anmerkungen           |
| ---- | ------------ | --- | --------------------- |
| 1956 | Smoky        | DE1 (36 Wo.)DE | B-Seite: Oklahoma-Tom |
| 1956 | Oklahoma-Tom | DE2 (24 Wo.)DE | B-Seite von Smoky     |
| 1958 | Bambina      | DE3 (28 Wo.)DE | mit Peter Alexander   |